# Martin Černohorský (kuchař)

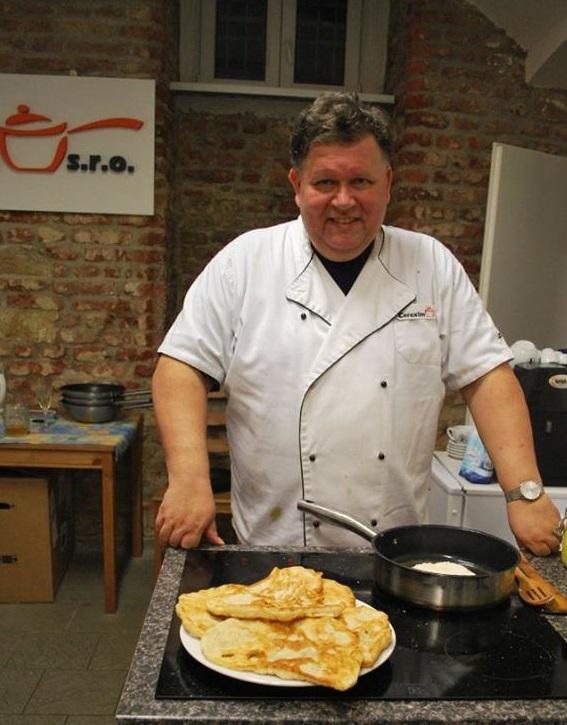

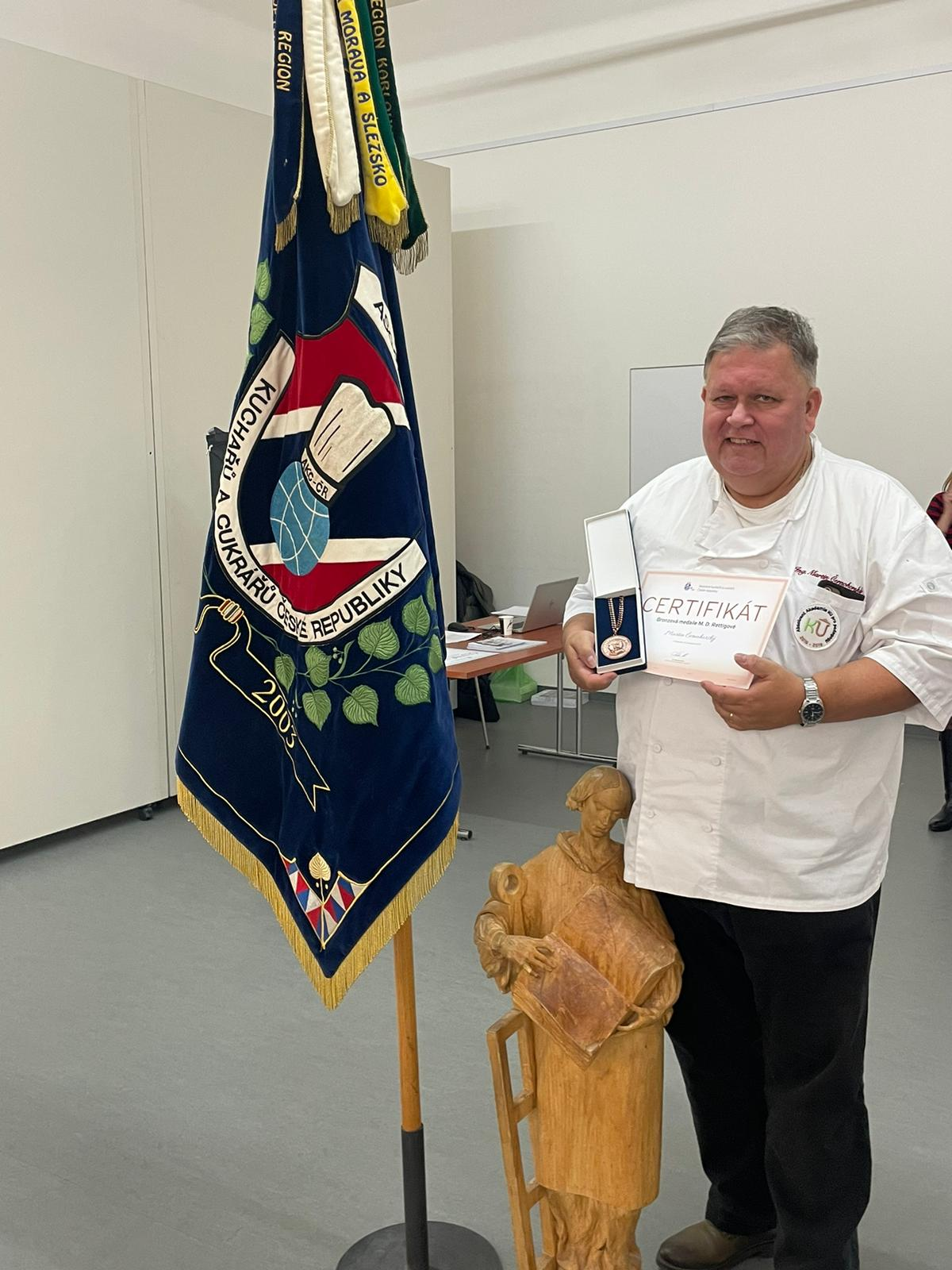
Foto z předání bronzové medaile M.D. Rettigové za zásluhy v oboru Gastronomie

Martin Černohorský (* 26. února 1963 Praha) je český kuchař, držitel bronzové medaile Magdaleny Dobromily Rettigové za zásluhy v oboru gastronomie, zakladatel rodinné školy vaření CEREXIM v Praze, člen představenstva Asociace kuchařů a cukrářů České republiky, pobočky Praha a střední Čechy a pedagog Střední školy hotelnictví a gastronomie SČMSD Praha.

## Život

### Rodina
Se svou ženou Janou, se kterou je od svých 15 let, mají dva syny; Jana (* 1989) a Lukáše (* 1993) a v roce 2017 se mu narodil vnuk Martin a v roce 2019 vnučka Anna.

### Sportovní kariéra
V mládí býval aktivním sportovcem pražské Dukly, za kterou nejprve závodně plaval (hlavní disciplínou byl znak) a později vrhal koulí a házel kladivem. Jeho největším sportovním úspěchem bylo druhé místo na halovém přeboru ČSR ve vrhu koulí (1979).

### Kariéra v oboru kolejových vozidel a finančnictví
Po absolvování pražského gymnázia Nad Štolou vystudoval Vysokou školu ekonomickou v Praze v oboru Ekonomie (postgraduální studium ukončeno v roce 1990). Ještě během studia na vysoké škole se stal Vedoucím odboru odbytu ve společnosti ČKD TATRA, a.s., kde se v roce 1992 stal obchodním ředitelem. V letech 1993 až 1996 zastával pozici obchodního ředitele ve společnostech ČKD TRAKCE, a.s. a AEG-ČKD Transportsysteme AG a následující tři roky do roku 1999 zastával funkci Vedoucího oddělení prodeje ve společnostech INEKON, s.r.o. + Škoda, a.s.
Po 15 letech působení ve funkcích vrcholového managementu společností zabývajících se převážně výrobou a prodejem kolejových vozidel se rozhodl přijmout novou životní výzvu a vstoupit do oboru finančního poradenství. V roce 1999 začal ve společnosti ING Nationale Nederlanden nejprve jako finanční poradce, následně působil jako agenturní trenér dovedností a v roce 2004 končil jako manažer skupiny finančních poradců. Odtud přešel do společnosti Česká pojišťovna, a.s., kde působil dva roky na funkci ředitele agentury – pobočky Praha 5.
V roce 2007 se stal ředitelem úseku zahraničního prodeje společnosti SKD TRADE, a.s., kterým byl až do roku 2012. Poté se na roky 2012 a 2013 ještě vrátil do finančního a bankovního sektoru.

### Gastronomická kariéra
V roce 2006 se rozhodl, že prohloubí své znalosti v oboru gastronomie, který byl dosud jeho koníčkem, a stal se studentem Střední odborné školy a Středního odborného učiliště, Praha – Čakovice, obor kuchař, číšník, ve kterém v roce 2009 získal výuční list. V roce 2013 definitivně opustil bankovní a finanční sektor a rozhodl se povýšit svůj dosavadní koníček na profesi. Zároveň si splnil životní sen, začal podnikat a společně se svým synem založil v Praze Rodinnou školu vaření CEREXIM. Vedle toho začal sbírat zkušenosti s novou profesí a v pražských a středočeských restauracích působil jako provozní vedoucí i šéfkuchař. Poskytuje služby privátního kuchaře.
V lednu 2018 byl zvolen do představenstva Asociace kuchařů a cukrářů České republiky, pobočky Praha a střední Čechy.
V roce 2019 spolupracoval s pořadem Pralinky na TV RELAX. V prosinci 2019 vydalo nakladatelství XYZ jeho kuchařku Škola vaření, obsahující 160 receptů a 10 video receptů.
Do roku 2020 provozoval rodinnou školy vaření CEREXIM v Praze, kde mj. pořádal kuchařské kurzy pro veřejnost. Dne 25. listopadu 2023 obdržel od Asociace Kuchařů a cukrářů České republiky Bronzovou medaili Magdaleny Dobromily Rettigové za zásluhy v oboru Gastronomie. Do prosince roku 2023 byl pedagogem Střední odborné školy a Středního odborného učiliště, Praha-Čakovice. Od 1. ledna 2024 je pedagogem Střední školy hotelnictví a gastronomie SČMSD Praha, s.r.o.